# Monte Heha
O Monte Heha, é uma montanha localizada no Burundi que faz parte dos Montes Mitumba, na região dos Grandes Lagos Africanos, e do Vale do Rift, atingindo a altitude de 2684 m, o ponto mais elevado daquele país.
O degelo do seu cume é responsável, pela nascente do rio Kagera, que desagua no lago Vitória, podendo, portanto, considerar-se a primeira parte do rio Nilo.
Fica na província de Bujumbura Rural, a 20 km a leste do lago Tanganica.